# Exorista florentina
Exorista florentina är en tvåvingeart som beskrevs av Herting 1975. Exorista florentina ingår i släktet Exorista och familjen parasitflugor. Inga underarter finns listade i Catalogue of Life.